# Robert Kreis
Robert Kreis (* 10. Mai 1949 in Bandung, Indonesien) ist ein niederländischer Kabarettist, Pianist und Entertainer. 

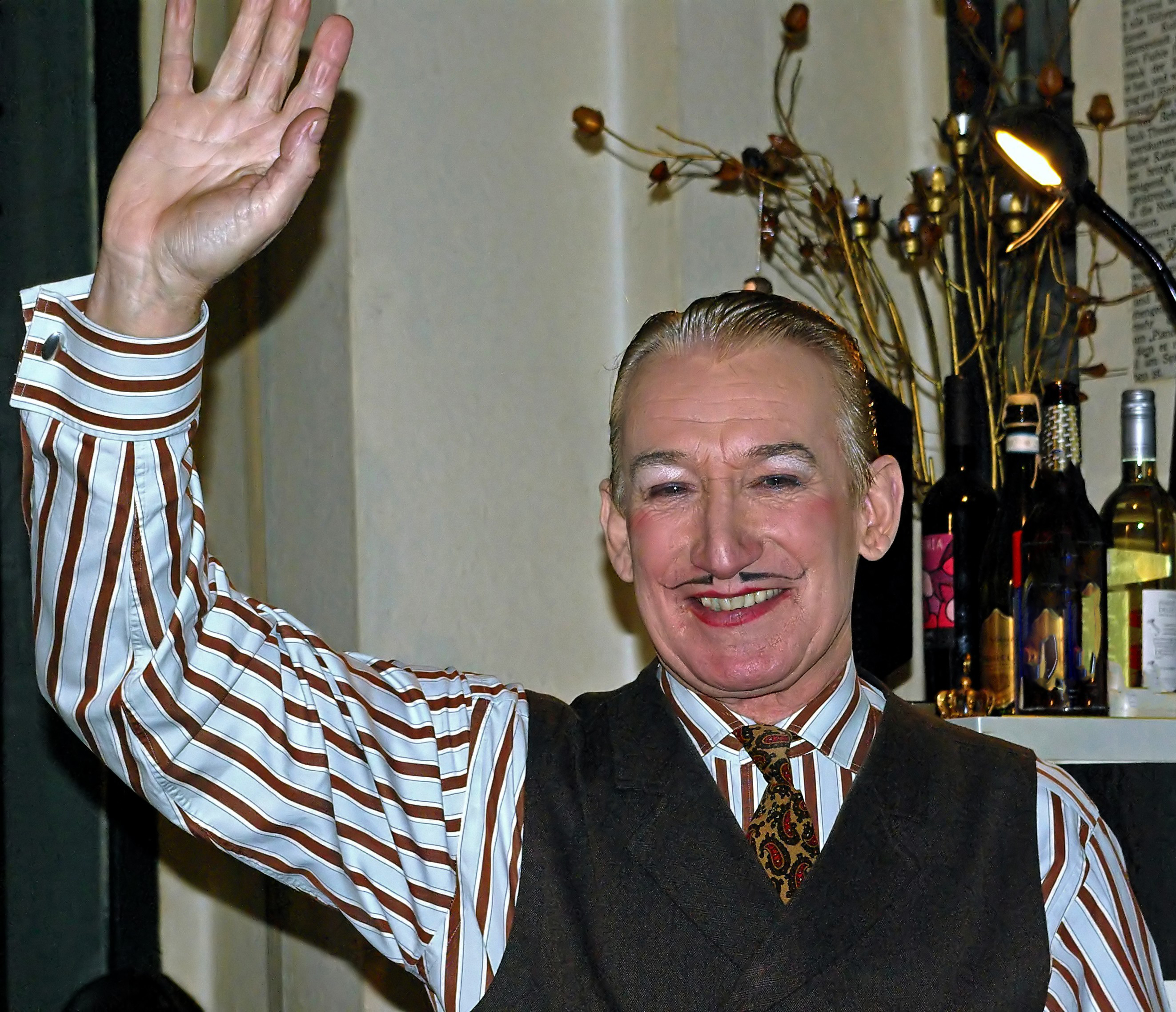
Robert Kreis bei einem Auftritt im Peety’s, Köln. Februar 2013

Kreis gilt als einer der Väter der in den 1980er Jahren aufgekommenen 20er-Jahre-Retrowelle, zu deren Protagonisten unter anderen die Berliner Künstler Max Raabe und Henry de Winter zählen. Sein Menjou-Bärtchen ist sein Markenzeichen.

## Leben
Inspiriert durch seine Familie – seine Großmutter war Jazzpianistin und Bandleaderin einer Damenkapelle – lernte Kreis früh Klavier spielen. In den Niederlanden machte er Abitur, anschließend fuhr er als Steward auf Kreuzfahrtschiffen, woraus sich seine ersten Auftritte ergaben. In einer Kleinkunstschule fand er endgültig zu seiner heutigen künstlerischen Tätigkeit und widmet sich seit 1980 mit Solo- und Orchesterprogrammen der Unterhaltungsära der 1920er und 1930er Jahre. Anregung findet er in seiner umfangreichen Sammlung von zeitgenössischen Schellackplatten, Noten und Literatur. Robert Kreis lebt seit 2008 in Berlin.

## Bühnenprogramme
Mit Programmen wie Jubilee, Das frivole Grammophon, Verehrt, Verfolgt, Vergessen und Robert Kreis und seine Jazz-Sextanten ist Robert Kreis seit 1981 hauptsächlich auf deutschsprachigen Bühnen zuhause, gastiert aber hin und wieder auch in anderen Ländern Europas.
- Das Programm Verehrt, Verfolgt, Vergessen erinnert an die zahlreichen jüdischen Künstler, die der Nationalsozialismus verstummen ließ.[2]
- Im Programm  Das frivole Grammophon geht es mit viel sprachlichem Witz nur „um das Eine“: um Sexualität, Erotik und Leidenschaft.
- Mit dem ironischen Programmtitel Rosige Zeiten!  feiert er sein 30-jähriges Bühnenjubiläum in Deutschland und lässt dabei Kleinkünstler der Weimarer Zeit wie Otto Reutter und andere wieder erklingen.

## Filmauftritt
2001 hatte Robert Kreis einen Kurzauftritt im Film Sass: Als Conférencier bietet er den Berliner „Panzerknacker“-Brüdern Franz und Erich Sass die Abendkasse mit der Begründung an, dass sie sich diese ja sowieso holten.

## Veröffentlichte CDs
- 1990: Pianola 3
- 1992: Alles weg’n de Leut
- 1996: Es ist alles Komödie (mit den „Extravaganten“)
- 2002: Blitzlichter der Zeit
- 2004: Verehrt, verfolgt, vergessen
- 2004: 25 Jahre Nostalgie Jubilee (Ihr, ich und das Pianola, 1981 & Ihr, ich und das Pianola II, 1984)

## Auszeichnungen
In rund 8000 Auftritten seit 1973 hat er die Erinnerung an die jüdischen Künstler der 1920er und 30er Jahre wachgehalten, hat ihre Texte und Kompositionen auf die Bühne gebracht und ihnen neues Leben eingehaucht. Hierfür wurde er am 29. März 2023 mit dem Bundesverdienstkreuz am Bande geehrt.